# Bothrogonia indistincta
Bothrogonia indistincta är en insektsart som beskrevs av Walker 1851. Bothrogonia indistincta ingår i släktet Bothrogonia och familjen dvärgstritar. Inga underarter finns listade i Catalogue of Life.